# Halsknappane
Die Halsknappane (norwegisch für Halsknöpfe) sind eine Gruppe niedriger und felsiger Hügel im ostantarktischen Königin-Maud-Land. Im östlichen Teil des Mühlig-Hofmann-Gebirges ragen sie unmittelbar westlich des Bergsattels Skorvehalsen auf.
Norwegische Kartographen, die sie auch benannten, kartierten sie anhand von Vermessungen und Luftaufnahmen der Dritten Norwegischen Antarktisexpedition (1956–1960).